# Takahashi (Okayama)
Takahashi (高梁市 Takahashi-shi?) es una ciudad de Japón ubicada en la prefectura de Okayama y fundada el 1 de mayo de 1954.

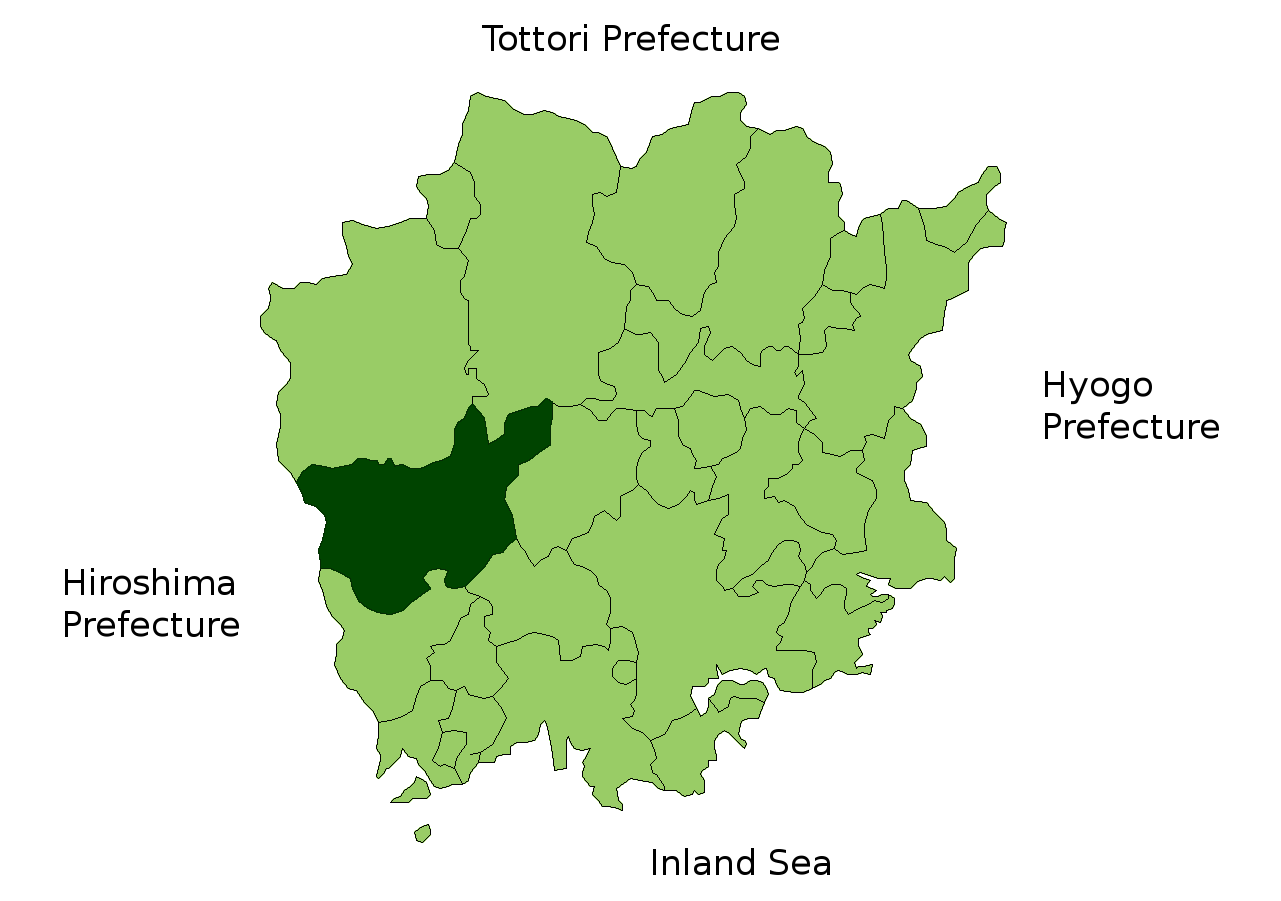
Mapa de la prefectura de Okayama que muestra la ubicación de Takahashi.

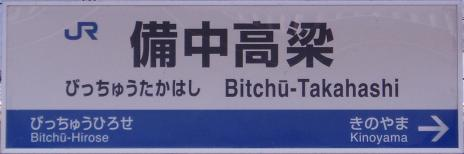
Letrero de la Estación Takahashi en la Línea Hakubi de la West Japan Railway.

En 2003, la ciudad tenía una población estimada de 24 781 habitantes. El área total de la ciudad es de 228,98 km². La densidad de población es de 108,22 personas por  km².
El principal atractivo de la ciudad es el castillo Bitchū Matsuyama.

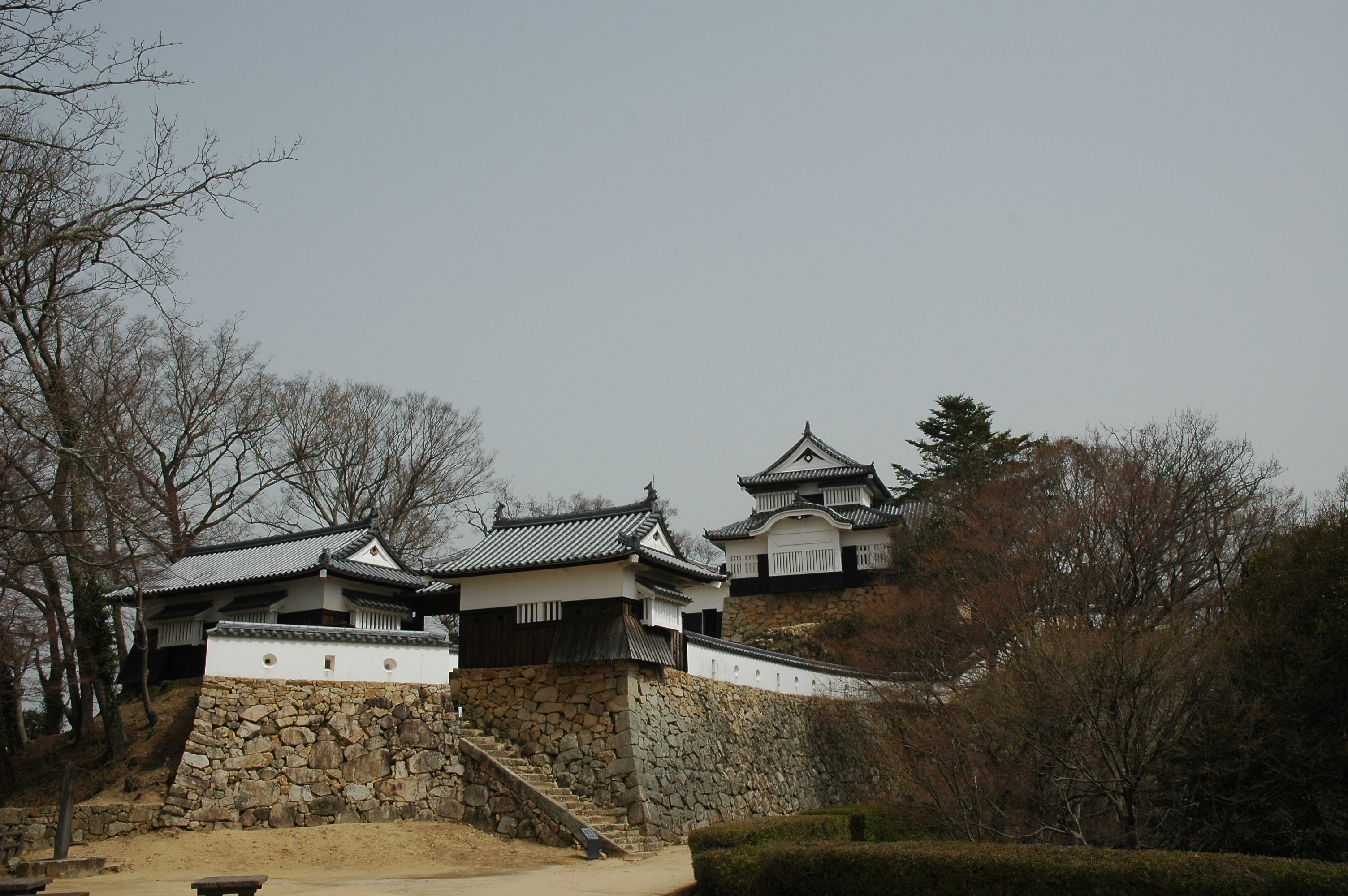
Cantillo Bitchū Matsuyama.